# Bracca (geslacht)
Bracca is een geslacht van vlinders van de familie spanners (Geometridae), uit de onderfamilie Ennominae.

## Soorten
- B. bajularia Clerck, 1764
- B. disrupta Warren, 1899
- B. flavitaenia Warren, 1899
- B. lucida Swinhoe, 1902
- B. maculosa Walker, 1856
- B. ribbei Pagenstecher, 1886